# Donje Vrbno
Donje Vrbno ist ein Dorf in Bosnien und Herzegowina. Es liegt ca. 11 km nordwestlich von Trebinje in der Republika Srpska. Offiziellen Wohnsitz (ganzjährig oder teilweise) haben dort 18 Personen. Donje Vrbno gehört zur Gemeinde Trebinje und zum Postbezirk Mosko.

## Geographie
Donje Vrbno liegt in einem Tal ca. 11 km nordwestlich von Trebinje. Das Dorf ist unterteilt in drei Ortsteile (Kovačići, Ðurovići und Strana). Sie liegen jeweils ca. 500 m bis 1 km voneinander entfernt.

## Verkehr
Donje Vrbno ist nur durch eine Straße mit der Außenwelt verbunden. Diese Straße führt ca. 4 km durch ein Tal, bis man die Hauptstraße bei Jasen erreicht. Dabei durchquert man Budoši.

## Natur
Das Tal ist zum größten Teil bewaldet. Kleine Wiesen und Weideflächen erstrecken sich zwischen den Bäumen. Es gibt kein dauerhaftes Gewässer, nur nach einem Regen bilden sich ein paar Bäche.

## Wirtschaft
Es gibt eine Fischzucht in Kovačići (Aqua.d.o.o). Die Einwohner halten teilweise Haustiere wie Schweine, Kühe, Ziegen etc.

## Kirche
Es existiert eine serbisch-orthodoxe Kirche (Црква светог Јована) mit einem Friedhof etwas außerhalb des Ortes (ca. 1 km).

## Sehenswürdigkeiten
Außer der Kirche existiert noch eine alte Schule ca. 500 m in der Nähe der Kirche. Im Jahr 1958 machte die letzte Klasse, die dort die Schule bis zur achten Klasse abgeschlossen hatte ihren Abschluss (Jahrgang 1944). Die Schule ist heute nur noch eine Ruine.
Ein alter Friedhof liegt in der Nähe der Schule, doch nur sehr wenige Einwohner wissen den exakten Standort.